# 広井武郷
広井 武郷は、日本の発明家。

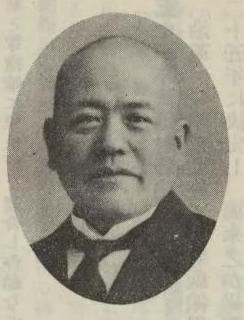
広井武郷

兵庫県洲本町出身。大阪に来た後、様々な職に就き、1915年（大正4年）に輸出ガラス光珠、ガラス腕輪の製造業を始めた。
逓信省の免許を得た救命器類をさかんに製造した。

## 特許
- 特許第94938号 折畳式可航救命器
- 特許第99339号 折畳式可航救命器
- 特許第98783号 硝子腕環製造法
- 特許第103852号 硝子腕環製造法
- 特許第99337号 椅子型可航浮器